# Nadir El Fassi
Pour les articles homonymes, voir El Fassi.
Nadir El Fassi (né le 23 septembre 1983 à Perpignan) est un athlète français spécialiste des épreuves combinées.

## Carrière
Il remporte le titre de champion de France junior de l'heptathlon en 2001 et 2002 et améliore les records nationaux juniors et espoirs de la discipline. Il fait ses débuts sur la scène internationale à l'occasion des Championnats d'Europe en salle de Vienne en Autriche, où il se classe huitième de la finale de l'heptathlon avec 5 844 points. La même année, il participe aux Championnats du monde juniors de Kingston et se classe deuxième de l'épreuve avec 7 677 pts, échouant à 16 points seulement de l’Ouzbek Leonid Andreyev. Il bat son record personnel à 23 ans à Arles avec 7 955 points. 
En 2009, Nadir El Fassi est sélectionné en équipe de France en vue des Championnats du monde de Berlin, après avoir remporté à Angers le championnat de France avec 7 733 points (minimum B). Il se comporte honorablement aux Championnats d'Europe d'athlétisme 2010 de Barcelone en se classant 12e du décathlon avec un total de 7 906 points.
Aux Championnats d'Europe en salle de Paris-Bercy, en mars 2011, Nadir El Fassi remporte la médaille d'argent de l'heptathlon en établissant un nouveau record personnel avec 6 237 points. Il améliore ses meilleures performances sur cinq des sept épreuves en réalisant successivement 7,51 m au saut en longueur, 14,13 m au lancer du poids, 2,12 m au saut en hauteur, 8 s 13 sur 60 m haies et 5,00 m au saut à la perche. Vainqueur de la dernière épreuve du 1 000 mètres dans le temps de 2 min 34 s 19, le Français s'incline de 45 points au classement général final face au Biélorusse Andrei Krauchanka. 
Nadir El Fassi renonce aux Jeux Olympiques 2012, touché aux ischio-jambiers.

### Palmarès
| Date | Compétition                    | Lieu      | Résultat | Épreuve    | Performance |
| ---- | ------------------------------ | --------- | -------- | ---------- | ----------- |
| 2002 | Championnats du monde juniors  | Kingston  | 2e       | Décathlon  | 7 677 pts   |
| 2005 | Universiade d'été              | Izmir     | 3e       | Décathlon  | 7 724 pts   |
| 2005 | Jeux de la Francophonie        | Niamey    | 2e       | Décathlon  | 7 307 pts   |
| 2010 | Championnats d'Europe          | Barcelone | 12e      | Décathlon  | 7 906 pts   |
| 2011 | Championnats d'Europe en salle | Paris     | 2e       | Heptathlon | 6 237 pts   |

### Records
| Épreuve            | Performance  | Lieu          | Date       |
| ------------------ | ------------ | ------------- | ---------- |
| Décathlon          | 8 110 points | Saint-Étienne | 27/06/2010 |
| Heptathlon (salle) | 6 237 points | Paris         | 06/03/2011 |